# 샤를 드골의 코로나19 범유행
다음은 샤를 드골의 코로나바이러스감염증-19 범유행에 관한 것이다. 현재 샤를 드 골의 확진자는 총 1,081명, 사망자와 완치자 모두 0명이다.

## 같이 보기
- USS 시어도어 루스벨트의 코로나19 범유행
- 프랑스의 코로나19 범유행